# Chapeiry
Chapeiry település Franciaországban, Haute-Savoie megyében. Lakosainak száma 982 fő (2022. január 1.). Chapeiry Alby-sur-Chéran, Marcellaz-Albanais, Montagny-les-Lanches, Saint-Sylvestre, Viuz-la-Chiésaz és Annecy községekkel határos.

## Népesség
A település népességének változása:
| Lakosok száma | 782  | 775  | 801  | 812  | 909  | 931  | 948  | 965  | 982  |
|               | 2013 | 2015 | 2016 | 2017 | 2018 | 2019 | 2020 | 2021 | 2022 |